# Тигровая амбистома
Тигровая амбистома, или североамериканская амбистома (лат. Ambystoma tigrinum) — вид земноводных из семейства амбистомовых.

## Описание
Общая длина достигает в среднем 20—25 см, иногда до 38 см, из которых около половины приходится на хвост. Передние ноги с четырьмя, задние с пятью пальцами. По бокам тела присутствуют 12 бороздок. Окраска очень изменчива: коричневая или темно-оливковая с жёлтыми пятнами или полосами. Личинки (аксолотли) крайне изменчивы по внешним признакам, размерам и окраске. В аквариумах часто держат выведенных в неволе альбиносов с молочно—белым цветом кожи и красными наружными жабрами. От взрослой амбистомы аксолотля, кроме наружных жабр, отличает кожная плавниковая складка хвоста, имеющаяся на спине в виде гребня, и более плоская и широкая голова.

## Распространение
Распространена от северной Мексики (штат Пуэбла) до Канады (провинции Альберта и Саскачеван).

## Образ жизни
Предпочитает побережья озёр, прудов, реже рек. Встречается на высоте до 3660 м над уровнем моря. Днём прячется в норах грызунов. Ночью питается червями, насекомыми, моллюсками и другими беспозвоночными.
Ранней весной, а на юге в конце зимы и вторично летом уходит в водоёмы для размножения. Самки захватывают клоакой сперматофоры, отложенные самцами, и откладывают икорные мешки, содержащие от десятков до 200—500 яиц диаметром 1,9—2,6 мм. Развитие яиц в природе занимает чаще 19—50 дней, личинки длиной 13—17 мм. Развитие личинок в воде продолжается 75—120 дней. Они меняются и покидают водоём, достигнув 8—8,6 см. В горах личинки развиваются около года. Довольно часто у личинок, продолжающих расти, развиваются половые органы, и они размножаются в личиночной стадии. Такое явление получило название полной неотении. Молодь питается инфузориями, ракообразными. В мелких водоёмах с высокими температурами метаморфоз у этой амбистомы идёт обязательно и они быстро превращаются во взрослых животных. Напротив, в глубоких водоёмах с низкими температурами остаются неотенические личинки— аксолотли.

## Охрана
Несмотря на значительную протяжённость ареала, большинство известных популяций деградирует в численности. Внесена в список охраняемых животных в некоторых штатах США.